# Sclerurus cearensis
Sclerurus cearensis, "cearalövkastare", är en fågelart i familjen ugnfåglar inom ordningen tättingar. Den betraktas oftast som underart till rödbröstad lövkastare (Sclerurus scansor), men urskiljs sedan 2016 som egen art av Birdlife International och IUCN.
Fågeln förekommer endast i nordöstra Brasilien i Ceara och norra Bahia. Den kategoriseras av IUCN som sårbar.